# COVID-19-Pandemie in Georgien

Karte des Ausbruchs in Georgien
(15. April 2020):
Rote Punkte stehen für medizinische Zentren, die zu diesem Zeitpunkt Patienten behandelten
Strenges Quarantäneregime
Bestätigte Fälle gemeldet

Die COVID-19-Pandemie in Georgien tritt als regionales Teilgeschehen des weltweiten Ausbruchs der Atemwegserkrankung COVID-19 auf und beruht auf Infektionen mit dem Ende 2019 neu aufgetretenen Virus SARS-CoV-2 aus der Familie der Coronaviren. Die COVID-19-Pandemie breitet sich seit Dezember 2019 von China ausgehend aus. Ab dem 11. März 2020 stufte die Weltgesundheitsorganisation (WHO) das Ausbruchsgeschehen des neuartigen Coronavirus als Pandemie ein.

## Verlauf
Am 26. Februar 2020 wurde der erste COVID-19-Fall in Georgien bestätigt. In den WHO-Situationsberichten tauchte dieser Fall erstmals am 27. Februar 2020 auf.
Bis zum 8. April 2020 wurden von der WHO 208 COVID-19-Fälle und drei Todesfälle in Georgien bestätigt.
Seit dem 7. Oktober 2020 wird das zuvor kaum von der Pandemie betroffene Land vom RKI aufgrund signifikant steigender Fallzahlen als COVID-19-Risikogebiet eingestuft.

## Statistik
Die Fallzahlen entwickelten sich während der COVID-19-Pandemie in Georgien wie folgt:

### Infektionen

Bestätigte Infizierte in Georgien nach Daten der WHO. Oben kumuliert, unten Tageswerte

### Todesfälle

Bestätigte Todesfälle in Georgien nach Daten der WHO. Oben kumuliert, unten Tageswerte